# Будинок П. М. Шедеві
Будинок П. М. Шедеві — пам'ятка архітектури місцевого значення другої половини XIX століття. Будинок розташований в місті Таганрозі Ростовської області Росії за адресою вулиця Чехова, 76. В наш час це житловий будинок.

## Історія
У 1880-х роках будинок став власністю статського радника, доктора Павла Матвійовича Шедеві. За часів свого навчання в університеті він брав участь у виданні журналу «Земля і воля», який не мав легального статусу. У 1875 році Павло Шедеві став старшим лікарем в богоугодних закладах Таганрога. Паралельно розвивалось основне джерело його прибутку — приватна практика, яка була досить вигідною. В кінці XIX століття Павло Шедеві зайняв посаду головного санітарного лікаря міста Таганрога. Крім цього, серед його заслуг отримання звання почесного мирового судді, гласного Думи і члена Управи. Є підстави вважати, що Павло Шедеві став прототипом доктора Старцева в оповіданні Антона Павловича Чехова «Іонич». Відомо також, що у власності Шедеві був сад, але точне його місцезнаходження не відомо.

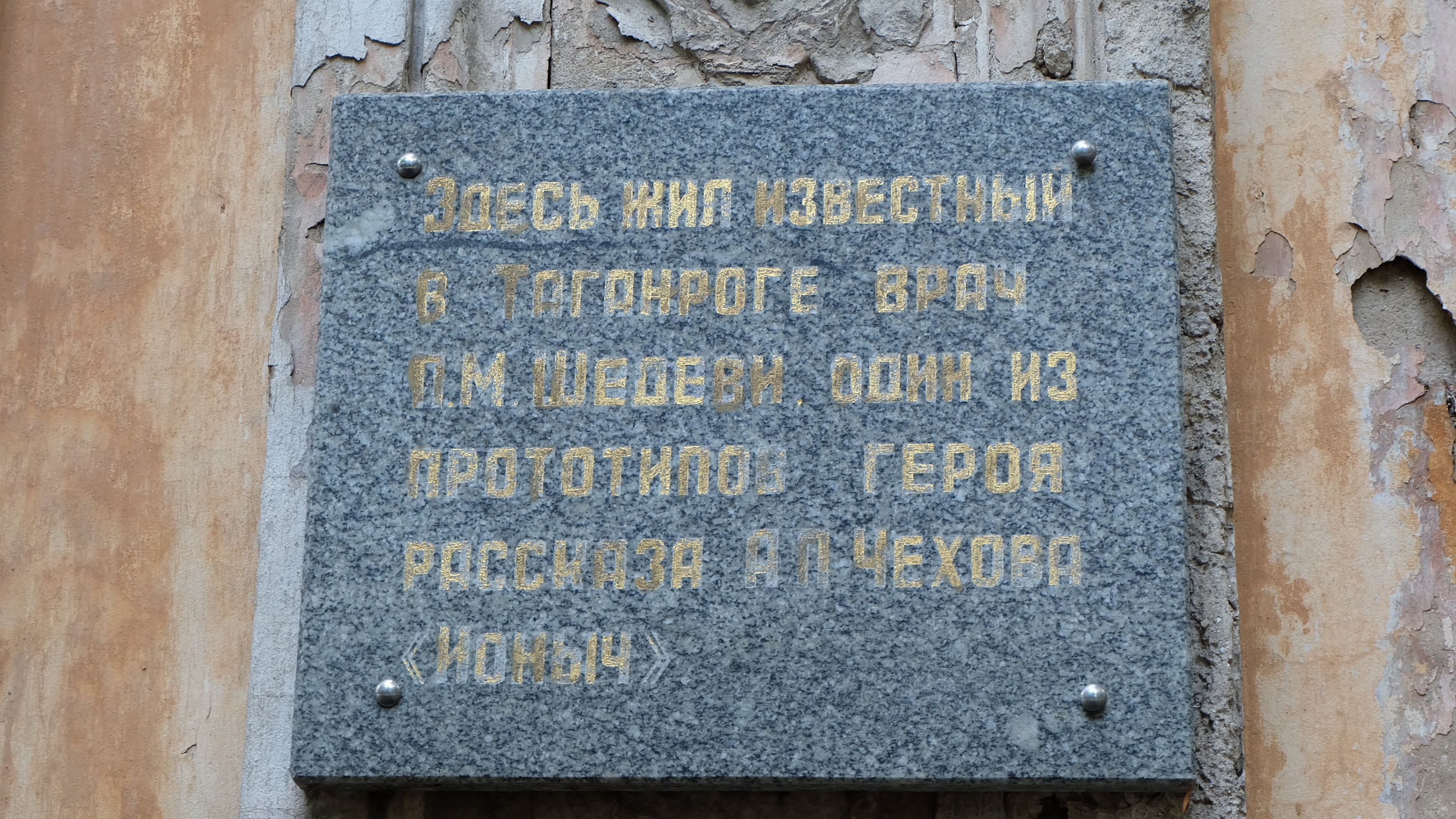
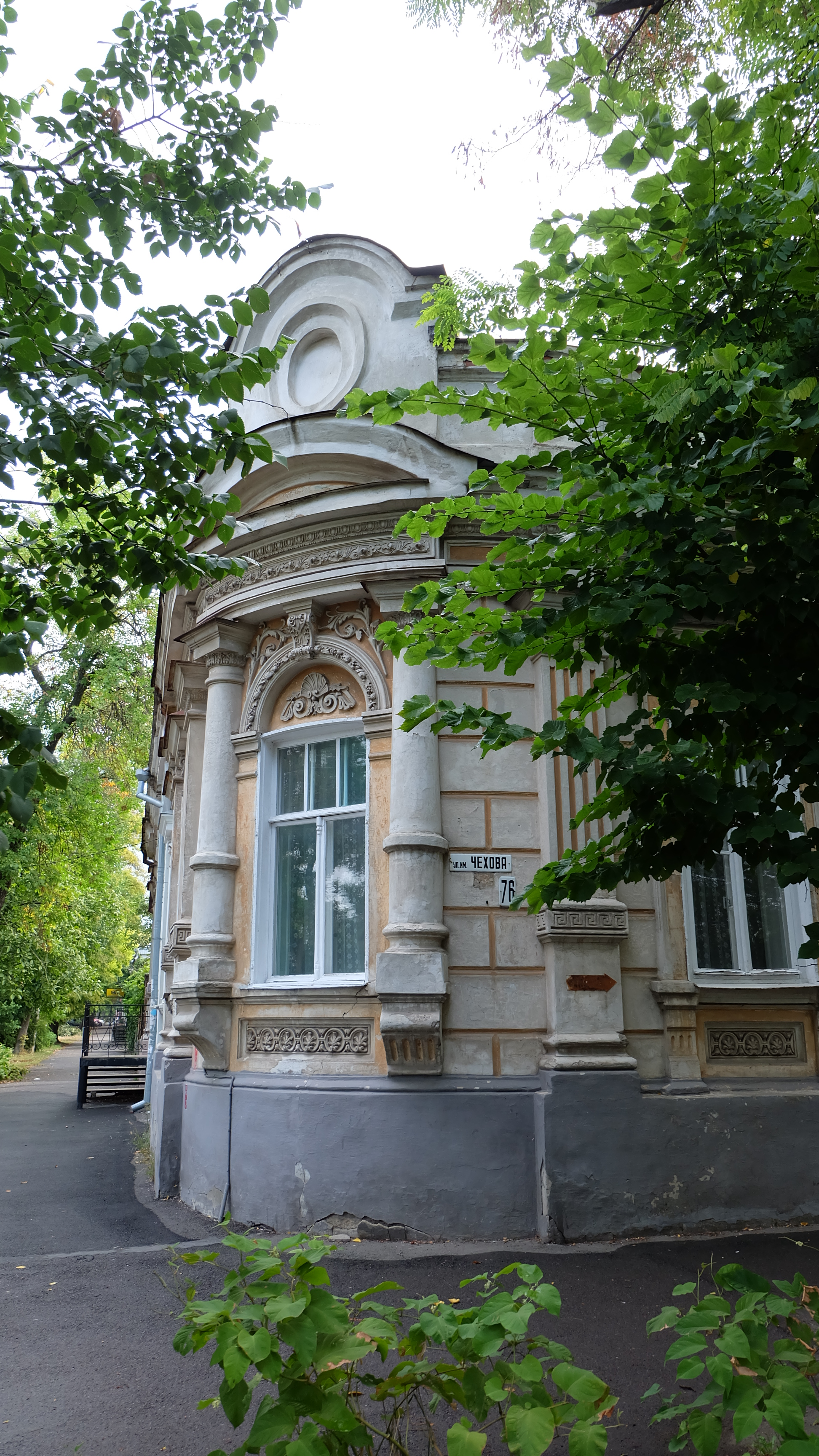
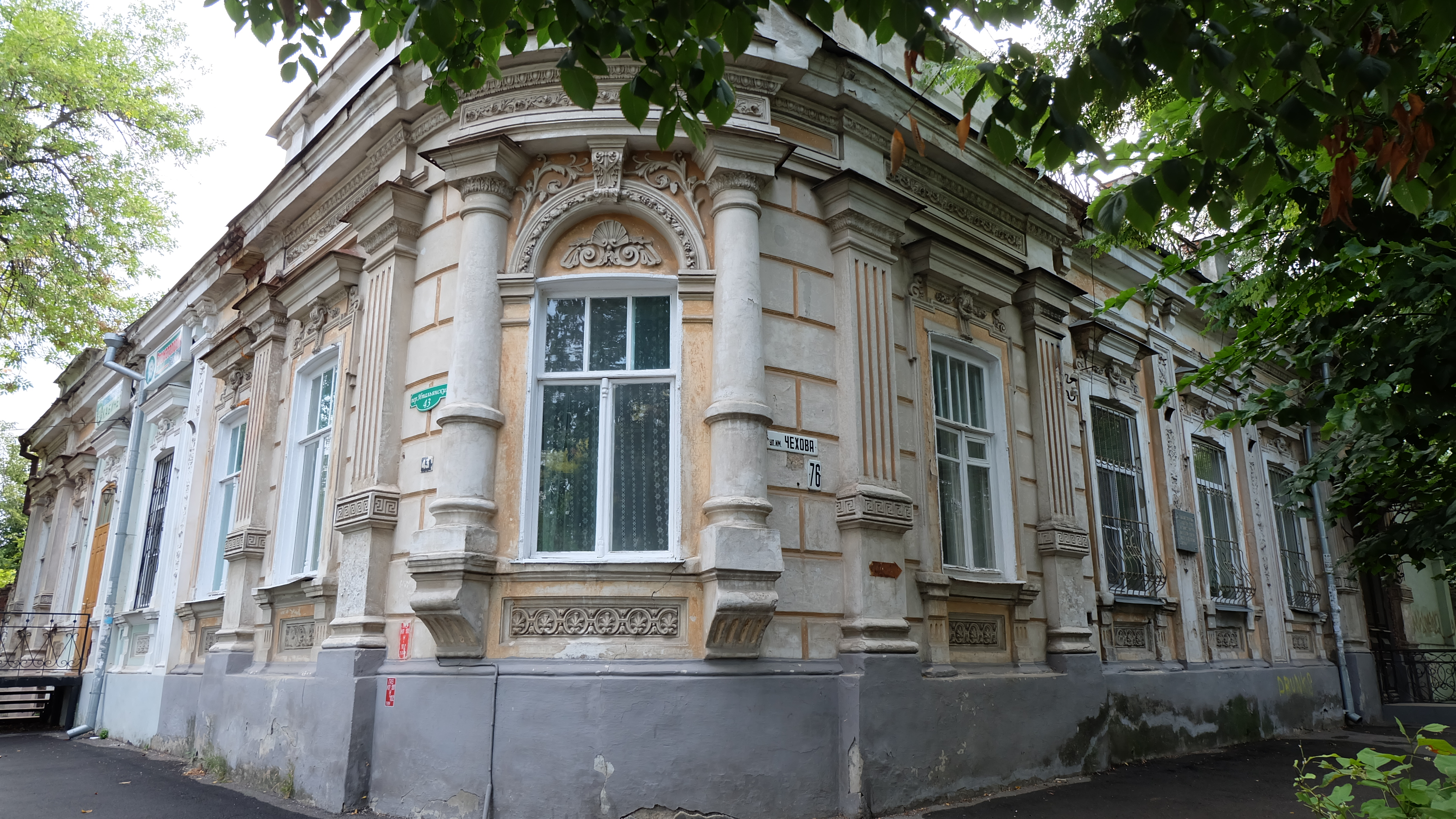
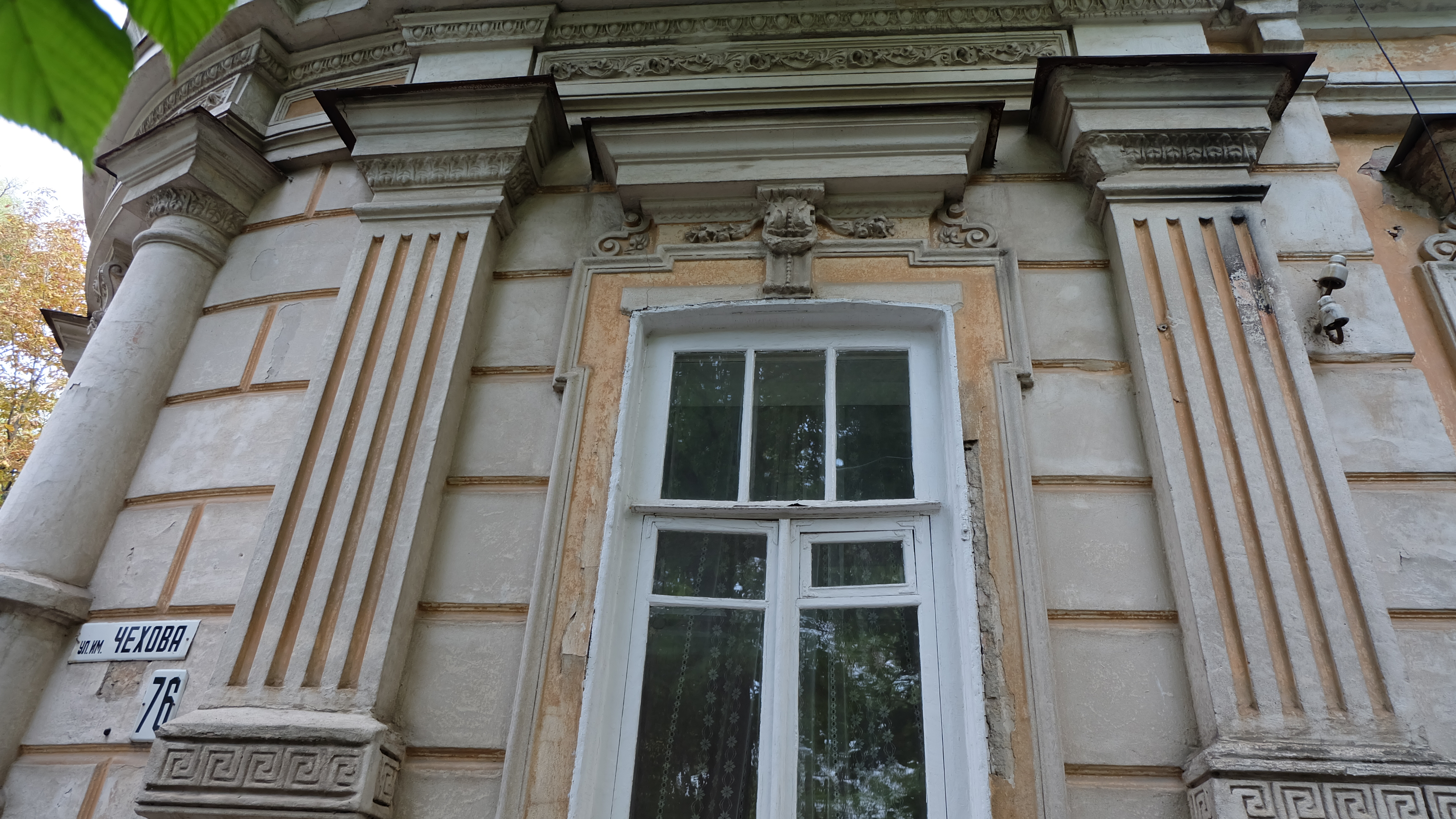

Станом на 1927 рік, в цьому будинку розташовувався природно-історичний відділ міського краєзнавчого музею. Колишній будинок Павла Шедеві зберігся, зараз це житловий будинок.
Будинок П. М. Шедеві охороняється законом як пам'ятка архітектури місцевого значення другої половини XIX століття.